# NGC 3505
NGC 3505 (NGC 3508) é uma galáxia espiral (Sb) localizada na direcção da constelação de Crater. Possui uma declinação de -16° 17' 19" e uma ascensão recta de 11 horas, 02 minutos e 59,7 segundos.
A galáxia NGC 3505 foi descoberta em 31 de Dezembro de 1785 por William Herschel.